# Taterberg
Taterberg ist ein Ortsteil der Ortschaft Miesterhorst der Hansestadt Gardelegen im Altmarkkreis Salzwedel in Sachsen-Anhalt, Deutschland.

## Geografie
Das altmärkische Taterberg liegt acht Kilometer nordöstlich von Oebisfelde im Niederungsgebiet des Drömlings im Naturschutzgebiet Ohre-Drömling. Im Südwesten fließt die Ohre, im Nordosten der Wilhelmskanal nach Süden zur Ohre.
Taterberg ist ein Horst im Drömling. Er liegt an der schmalsten Stelle dieses etwa 15 mal 20 km großen Sumpfgebietes. Auf dem Taterberg legten früher die Durchziehenden eine Rast ein, bevor sie ihren beschwerlichen Weg über den etwa 10 Kilometer langen Knüppeldamm vom südwestlichen zum nordöstlichen „Ufer“ des Drömling begannen.

## Geschichte

### Mittelalter bis Neuzeit
In der im 19. Jahrhundert vom Dorfschulzen von Miesterhorst angefertigten Dorfchronik gibt es einen Hinweis auf eine Sumpfburg Taterberg anhand folgendes Zitates:
„Auch wurden Einwohner oft von Matadören überfallen, haben sich aber immer gut verteidigt. In der Not zogen sie mit ihrem Vieh in den Sumpfwald, oder gingen in die Burgen, die genügend vorhanden waren. Bei uns war die Burg Taterberg unter Edler von Dorn, weiter Pieplockenburg oder auch rotes Schloß genannt.“
Der heutige Ort entstand als Kolonie im Jahre 1787 während der Arbeiten an der Entwässerung des Drömlings. Wilhelm Zahn schreibt: Da es für die Bauoffizianten an jedem Unterkommen fehlte und sie doch nicht mit ihren Instrumenten, Karten und Plänen immer im Freien oder Nothütten bleiben konnten, beantragte die Kommission… den Bau von zwei kleinen Häusern auf dem „Tartarberge“, es wurde genehmigt und bereits am 13. Juli ist ein Haus fertig gestellt.
1789 war Tarterberg das Wohnhaus des Oberbaurats Heinrich August Riedel, das spätere Grabenmeisterhaus. 1804 wird das Anwesen Etablissement Taterberg oder auf dem Tatterberge genannt.

### Herkunft des Ortsnamens
Der Taterberg wird von W. Schmidt als ein Ort beschrieben, an dem Zigeuner lagerten. Im Niederdeutschen werden Zigeuner Tatern genannt. Der Turkologe Mieste Hotopp-Riecke schreibt: „Daß man von der Existenz der Toponyme mit dem Bestandteil Tater/Tatar/Tartar in der Altmark und von altmärker Legenden auf die frühe Anwesenheit von Tataren im Sinne von »Angehörige eines Turkvolkes« in diesem Gebiet schließen kann, muß wohl verneint werden.“

### Archäologie
Auf Luftbildern des Ortes ist ein markantes Rechteck (etwa 300 mal 500 Meter) mit abgerundeten Ecken zu erkennen. Mitglieder des Freundeskreises für Archäologie in Niedersachsen vermuteten anfangs an der Stelle ein römisches Militärlager. Der Archäologe Peter Glüsing hält Taterberg für eine fränkisch-karolingische Befestigung der späten 8. Jahrhunderts, angelegt unter Karl dem Großen an einer etwa von Nord nach Süd verlaufenden Grenzlinie der Franken gegen die nach Westen dringenden Slawen.

### Eingemeindung
Taterberg war nie selbständig. Seit 1871 wird es als Wohnplatz bezeichnet, ab 1985 auch als Ortsteil der Gemeinde Miesterhorst. Nach der Eingemeindung von Miesterhorst nach Gardelegen am 1. Januar 2011 kam Taterberg als Ortsteil zur Stadt Gardelegen zur neu entstandenen Ortschaft Miesterhorst.

### Einwohnerentwicklung
| Jahr | Einwohner |
| ---- | --------- |
| 1789 | 03        |
| 1798 | 28        |
| 1801 | 97        |
| 1818 | 45        |
| 1840 | 39        |
| 1871 | 72        |

| Jahr | Einwohner |
| ---- | --------- |
| 1885 | 78        |
| 1895 | 55        |
| 1905 | 50        |
| 2012 | [00]17    |
| 2017 | [00]16    |
| 2021 | [0]16     |

| Jahr | Einwohner |
| ---- | --------- |
| 2022 | 17        |

Quelle, wenn nicht angegeben, bis 1905:

## Religion
Die evangelischen Christen aus Taterberg gehörten zur Pfarrei Miesterhorst. Sie werden heute betreut vom Kirchspiel Mieste im Pfarrbereich Mieste im Kirchenkreis Salzwedel im Propstsprengel Stendal-Magdeburg der Evangelischen Kirche in Mitteldeutschland.

## Kultur und Sehenswürdigkeiten
Im Bildteil des Heimatbuchs des Kreises Gardelegen von 1955 ist das Grabenmeisterhaus in Taterberg als Sehenswürdigkeit aufgeführt.